# برهان الدجاني
برهان بن أحمد راغب الدجاني (1920-2000) هو كاتب، مفكر، أديب وباحث أردني من أصل فلسطيني، ولد في بيت دجن في يافا غربي فلسطين، تلقى تعليمه الأولي في بيت دجن، والمدرسة العمرية في يافا. أكمل دراسته الثانوية في المدارس الإنجليزية في صفد ثم حصل على درجة البكالوريوس في العلوم الاقتصادية من الجامعة الأميركية في بيروت في عام 1940 والماجستير عام 1944م. عمل بعدها في المكتب العربي بالقدس ولندن من 1945 – 1948م ودرس في معهد الحقوق في القدس ونال دبلوم معهد الحقوق الفلسطيني سنة 1948.
أسس «مجلة الهدف» الأسبوعية في القدس في 1950 في أعقاب نكبة عام 1948، وأسس دائرة التعليم في وكالة غوث اللاجئين في الضفة الغربية (1949 - 1950) وعين مديرًا لها.
عين أستاذًا ومحاضرًا لتدريس مادة الاقتصاد بالجامعة الأمريكية ببيروت (1953 - 1974)، وأستاذًا ومحاضرا زائرًا في الجامعة اللبنانية، وجامعة بيروت العربية، اختير أمينًا عامًا للاتحاد العام لغرف التجارة والصناعة للبلاد العربية (1955 - 2000)، وأسهم في إنشاء مؤسسة الدراسات الفلسطينية ببيروت (1962)، وشغل منصب عضو مؤسس في مجلس أمنائها، كما أسهم في تأسيس النادي الثقافي العربي في بيروت (1956)، وانتخب رئيسا له، وكان عضوًا في اللجنة الاستشارية لجامعة الدول العربية للشؤون الاقتصادية، كان من مؤسسي حركة القوميين العرب ومن أوائل الداعين لإنشاء السوق العربية المشتركة في 1941 والتي كان يراها المدخل الواقعي للوحدة العربية.
تقديرًا لجهوده منحته الحكومة اللبنانية وسام الأرز في عام 2000.

## مؤلفات
صدرت له عدة أعمال منها:
- «محاضرات في التنمية والاقتصادية في الأردن»، القاهرة، 1957.[7]

- «تحليل بعض أوجه العلاقات الاقتصادية بين البلاد العربية»، جامعة الدول العربية، معهد الدراسات العربية العالية، القاهرة، 1962.[8]
- «مفاوضات السلام - المسار والخيار والاحتمالات»، مؤسسة الدراسات الفلسطينية، بيروت، 1973، عدد الصفحات:188 صفحة.[9]
- «كتابات في السياسة»، مؤسسة الدراسات الفلسطينية، بيروت، 2004.[10]
- «الاقتصاد العربي»، بيروت، 1958.
- «الأهمية الإقتصادية للوحدة بين العراق وسوريا ولبنان وشرق الأردن وفلسطين»، أطروحة ماجستير، الجامعة الاميركية في بيروت، دائرة الاقتصاد، 1944.[11][12]
- "الكتاب السنوي للقضية الفلسطينية لعام 1964″، مؤسسة الدراسات الفلسطينية، 1973.[13]
- "الكتاب السنوي للقضية الفلسطينية لعام 1965″، مؤسسة الدراسات الفلسطينية، 1973.[14]
- "الكتاب السنوي للقضية الفلسطينية لعام 1966″، مؤسسة الدراسات الفلسطينية، 1973.[15]
- «خمس وعشرون سنة في خدمة الاقتصاد العربي»، [16]
- "الكتاب السنوي للقضية الفلسطينية لعام 1967″، مؤسسة الدراسات الفلسطينية، 1973.[17]
- "الكتاب السنوي للقضية الفلسطينية لعام 1968″، مؤسسة الدراسات الفلسطينية، 1973.[18]
- "الكتاب السنوي للقضية الفلسطينية لعام 1969″، مؤسسة الدراسات الفلسطينية، 1972.[19]
- "العلاقات الإقتصادية في الدول العربية: محاضرات ألقاها برهان الدجاني على طلبة قسم الدراسات الإقتصادية والإجتماعية في 1965″، جامعة الدول العربية، معهد البحوث والدراسات العربية، 1966، عدد الصفحات: 63 صفحة.[20]
- «السوق الخليجية المشتركة»، غرفة تجارة وصناعة الكويت، 1975.
- «كتابات في الاقتصاد»، مؤسسة الدراسات الفلسطينية، بيروت، 2004.[21]
- «عبر التنمية الاقتصادية في الوطن العربي»، الاتحاد العام لغرف التجارة والصناعة والزراعة للبلاد العربية، 1992، عدد الصفحات:394 صفحة.[22]
- «الغرف التجارية العربية الأجنبية المشتركة»، الاتحاد العام لغرف التجارة والصناعة والزراعة للبلاد العربية، بيروت، 1987.[23]
- «الاقتصاد العربي الماضي والمستقبل»، المجلد الأول، 1988.[24]
- «إستراتيجية العمل الاقتصادي العربي المشترك»، عمان، الأردن، 1982.[25]
- «الاقتصاد العربي، الإنجاز والأخطار»، الاتحاد العام لغرف التجارة والصناعة والزراعة للبلاد العربية، 2000، عدد الصفحات:434 صفحة.[26]
- «الصناعة والنفط»، الاتحاد العام لغرف التجارة والصناعة والزراعة للبلاد العربية، 2000، عدد الصفحات:284 صفحة.[27]
- «التنمية العربية والعلاقات العربية الأجنبية»، الاتحاد العام لغرف التجارة والصناعة والزراعة للبلاد العربية، مركز الدراسات العربي - الأوروبي، 2000، عدد الصفحات:341 صفحة.[28]
- «المال وقضايا التنمية»، الاتحاد العام لغرف التجارة والصناعة والزراعة للبلاد العربية، 2000، عدد الصفحات:273 صفحة.[29]
- «الإنماء العربي وعوامله»، الاتحاد العام لغرف التجارة والصناعة والزراعة للبلاد العربية، 2000، عدد الصفحات:272 صفحة.[30]
- «الوحدة والعلاقات الاقتصادية العربية»، سلسلة الاقتصاد العربي الماضي والمستقبل، مركز الدراسات العربي - الأوروبي، 2000، عدد الصفحات:314 صفحة.[31]
- «أساليب التنمية واستراتيجياتها»، الاتحاد العام لغرف التجارة والصناعة والزراعة للبلاد العربية، 2000، عدد الصفحات:377 صفحة.[32]
- «المصالح الإمبريالية والأجنبية في الوطن العربي: دراسة إقتصادية»، تأليف برهان الدجاني وشفيق الأخرس وعامر الشريف، المؤسسة العربية للدراسات والنشر، 1971، عدد الصفحات: 220 صفحة.[33]
- «المصالح الإقتصادية في خدمة القضايا العربية»، تأليف برهان الدجاني وشفيق الأخرس وعامر أحمد الشريف، 1973.[34]
- «القطاع العام والقطاع الخاص في الوطن العربي: بحوث ومناقشات الندوة الفكرية التي نظمها مركز دراسات الوحدة العربية بالتعاون مع الصندوق العربي للإنماء الاقتصادي والاجتماعي»، تأليف عباس النصراوي وبرهان الدجاني ومحمد محمود الامام واسماعيل صبري عبد الله وابراهيم سعد الدين، مركز دراسات الوحدة العربية، 1990.[35]
- «الاقتصاد العربي السكان والإنتاج»، الاتحاد العام لغرف التجارة والصناعة والزراعة، 1957.[36]
- «القضية الفلسطينية والصراع العربي-الإسرائيلي: نظرة إستراتيجية»، بيروت، لبنان: مركز دراسات الوحدة العربية، 2008.[37]

### الترجمات
- «المؤسسات الاقتصادية وعلاقتها بالرفاه الإنساني»، تأليف جون موريس، بيروت، 1958.[38]
- «مراحل النمو الاقتصادي»، تأليف روشر، ترجمة، بيروت، 1960.[39]
- «القافلة قصة الشرق الأوسط»، تأليف كون كارلتون، ترجمة برهان دجاني، دار الثقافة، بيروت، 1959.[40]
- «علم الاقتصاد الحديث»، تأليف آرثر ادوارد بيرنز، وألفريد كلارنس نيل، ترجمة برهان الدجاني وعصام عاشور، بيروت، 1960.[41]
- «الاشتراكية الغابية»، تأليف برناردشو وكلارك لاس، ترجمة، بيروت، 1991.[42]
- «دراسات في الدولة الاتحادية»، تأليف روبرت رتشرد سون، ترجمة برهان دجاني، تقديم وليد الخالدي، الدار القومية للطباعة والنشر، 1964.[43]
- «الصناعة وأثرها على المجتمعات والأفراد»، تأليف كلارك كير وآخرون، ترجمة برهان الدجاني، المكتبة الأهلية، بيروت، 1962.[44]
- «دراسات فلسطينية: مجموعة أبحاث وضعت تكريما للدكتور قسطنطين زريق»، 1988.[45]

### القصص والروايات
- مجموعة قصص قصيرة نشرت في جريدة الهدف.
- «كتابات في الأدب»، تحرير هشام نشابة وإلياس غنطوس، مؤسسة الدراسات الفلسطينية، بيروت، 2004.[46]
- «الأيام والناس»، رواية، شركة المطبوعات للتوزيع والنشر، بيروت، 1988.[47]

### مقالات محكمة
- «تطور القطاع الخاص المنظم في الوطن العربي ودوره في القطاع الخاص في الحياة الاقتصادية»، المستقبل العربي، المجلد:13، العدد:137، تموز 1990، الصفحات: 88-106.[48]
- «التحدي الاقتصادي الإسرائيلي الصهيوني»، المستقبل العربي، المجلد:3، العدد:18، آب 1980، الصفحات: 54-87.
- «مخاطر توجه الثروات العربية»، المستقبل العربي، المجلد:4، العدد:31، أيلول 1981، الصفحات: 6-15.[49]
- «العقل العربي وإسرائيل»، مجلة الدراسات الفلسطينية، المجلد:1، العدد:2، نيسان 1990، الصفحات: 3-10.
- «هموم التنمية الاقتصادية العربية في مرحلة الوفرة المالية لدول النفط»، المستقبل العربي، المجلد:2، العدد:8، تموز 1979، الصفحات: 6-22.
- «محاولات التعاون النقدي وواقع التعاون الاقتصادي والمالي»، المستقبل العربي، المجلد:3، العدد:25، آذار 1981، الصفحات: 80-94.[50]
- «الحل البديل : فلسطين الموحدة»، مجلة الدراسات الفلسطينية. العدد:28، أيلول 1996، الصفحات: 3-30.
- «مستقبل الصراع العربي-الإسرائيلي»، المستقبل العربي، المجلد:15، العدد:165، تشرين الثاني 1992، الصفحات: 4-28.
- «حديث المفاوضات والمؤتمر الدولي»، المستقبل العربي، المجلد:14، العدد:151، أيلول 1991، الصفحات: 4-22.[51]
- «الأبعاد الاقتصادية لمؤتمر القمة العربي الأخير : تحليل ونظرة مستقبلية»، المستقبل العربي، المجلد:4، العدد:28، حزيران 1981، الصفحات: 6-22.
- «القضية الفلسطينية والصراع العربي-الإسرائيلي : الواقع والتحديات»، مجلة الدراسات الفلسطينية، المجلد:11، العدد:44، أيلول 2000، الصفحات: 52-60.[52]
- «دور القطاع الخاص في الحياة الاقتصادية»، بيروت، لبنان : مركز دراسات الوحدة العربية، 1990.
- «تحليل واقع التعاون الاقتصادي العربي المالي وموقع التعاون النقدي فيه»، بيروت، لبنان : مركز دراسات الوحدة العربية، 1986.
- «عرض كتاب : التكامل النقدي العربي : المبررات-المشاكل-الوسائل»، تأليف مجموعة من المؤلفين، المستقبل العربي، المجلد:4، العدد:33، تشرين الثاني 1981، الصفحات: 195-199.
- «عرض كتاب : عبر التنمية الاقتصادية في الوطن العربي»، برهان الدجاني ومحمد الأطرش، المستقبل العربي، المجلد:17، العدد:188، تشرين الأول 1994، الصفحات: 140-149.
- «عرض كتاب : العرب ومواجهة إسرائيل : احتمالات المستقبل» تأليف مجموعة من المؤلفين، المستقبل العربي، المجلد:24، العدد:270، آب 2001، الصفحات: 182-187.[53]

### تحرير ومراجعة
- «الصراع الإسلامي - الفرنجي على فلسطين في القرون الوسطى»، تأليف هادية دجاني شكيل، تحرير برهان الدجاني، نشر مؤسسة الدراسات الفلسطينية، 1994، عدد الصفحات:668 صفحة.[54]

- «الدخل والعمالة والنمو الاقتصادي»، تأليف والاس بيترسون، ترجمة صلاح الدباغ، مراجعة برهان دجاني، مؤسسة فرانكلين، بيروت، 1968.
- «تكوين العقل الحديث»، تأليف جون هرمان راندال، ترجمة جورج طعمة، مراجعة برهان دجاني، تقديم محمد حسين هيكل، المركز القومي للترجمة، القاهرة، 1965.[55]
- «التنمية الاقتصادية نظريتها وتاريخها سياستها»، تأليف جير الدماير وروبرت بولدوين، ترجمة يوسف عبد الله الصايغ، مراجعة برهان دجاني، مكتبة لبنان، بيروت 1964.
- «القومية العربية فكرتها، نشأتها، تطورها»، تأليف حازم زكي نسيبة، مراجعة برهان دجاني، وزارة الثقافة، 2013.[56]

- «الصراع الإسلامي - الفرنجي على فلسطين في القرون الوسطى»، تأليف هادية دجاني شكيل، تحرير برهان الدجاني، نشر مؤسسة الدراسات الفلسطينية، 1994، عدد الصفحات:668 صفحة.[57]

- «الدخل والعمالة والنمو الاقتصادي»، تأليف والاس بيترسون، ترجمة صلاح الدباغ، مراجعة برهان دجاني، مؤسسة فرانكلين، بيروت، 1968.
- «تكوين العقل الحديث»، تأليف جون هرمان راندال، ترجمة جورج طعمة، مراجعة برهان دجاني، تقديم محمد حسين هيكل، المركز القومي للترجمة، القاهرة، 1965.[58]
- «التنمية الاقتصادية نظريتها وتاريخها سياستها»، تأليف جير الدماير وروبرت بولدوين، ترجمة يوسف عبد الله الصايغ، مراجعة برهان دجاني، مكتبة لبنان، بيروت 1964.
- «القومية العربية فكرتها، نشأتها، تطورها»، تأليف حازم زكي نسيبة، مراجعة برهان دجاني، وزارة الثقافة، 2013.[59]

## مؤلفات عنه
- «برهان الدجاني عَلَمٌ يخفق على عدة قمم»، هشام نشّابه، مجلة الدراسات الفلسطينية، العدد 44، 2000.[60]
- «كتابات برهان الدجاني في السياسة والاقتصاد والأدب: نصف قرن دفاعاً عن فلسطين والوحدة العربية المفقودة»، زهير هواري، مجلة الدراسات الفلسطينية، العدد 59، صيف 2004.[61][62]